# Перейра, Тьягу
Тьягу Сезар Морейра Перейра (порт. Tiago César Moreira Pereira; 4 июля 1975, Трофа, Порту), более известный как просто Тьягу — португальский футбольный опорный полузащитник.

## Карьера
Тьягу — воспитанник «Трофенсе». В сезоне 1993/94 дебютировал во взрослом футболе, вылетев с «Фамаликаном» из Первого дивизиона страны. Из клуба, финишировавшего в следующем сезоне на 12-м месте во Втором дивизионе, он перешёл в «Маритиму», с которым занял девятую позицию в чемпионате 1995/96, а в середине следующего сезона его приобрела «Бенфика» — действовавший вице-чемпион страны. За два неполных сезона в стане «орлов» Тьягу выиграл «серебро» и «бронзу» чемпионата, дважды был финалистом Кубка Португалии.
Сезон 1998/99 португалец провёл в испанской Сегунде, заняв в ней с «Райо Вальекано» второе место. Однако в отличие от клуба Тьягу не пошёл на повышение в классе, перейдя в только что вылетевший из Примеры «Тенерифе». По окончании сезона 1999/2000, где этот клуб стал 14-м, футболист вернулся в Португалию.
С «Униан Лейрией» Тьягу в первом же своём сезоне достиг рекордного пятого места в чемпионате страны, но других достижений не последовало. В сезоне 2002/03 Тьягу становится игроком замены в «Порту» — клубе, выигравшем все турниры, в которых он тогда участвовал: чемпионате и Кубке страны, а также в Кубке УЕФА. Туда он перешёл вместе с главным тренером «Лейрии» Жозе Моуринью. Но в сезоне 2003/04, когда «Порту» выиграл, среди прочего, Лигу чемпионов УЕФА, он уже не проходил в основной состав, появившись лишь в трёх матчах первого круа чемпионата. Вторую часть сезона он провёл на правах аренды за «Униан Лейрию», ставшую 10-й в лиге.
С сезона 2004/05 Тьягу играл за «Боавишту», с которой за три года ничего не добился. В сезоне 2007/08 вернулся «Униан Лейрию» и вылетел с ней с последнего места в Лигу ди онра, но уже через год они добились возвращения в элитный дивизион, заняв второе место. Но футболист остался в этой лиге, перейдя в свой нынешний клуб — «Трофенсе». По результатам сезона 2014/15 клуб занял последнее место в Сегунде.

## Достижения

### Командные
Как игрока «Униан Лейрии»:
- Лига ди онра:
  - Второе место: 2008/09 (выход в Лигу Сагреш)

Как игрока «Бенфики»:
- Чемпионат Португалии:
  - Второе место: 1997/98
  - Третье место: 1996/97
- Кубок Португалии:
  - Финалист: 1996/97, 1997/98

Как игрока «Райо Вальекано»:
- Сегунда:
  - Второе место: 1998/99 (выход в Примеру)

Как игрока «Порту»:
- Кубок УЕФА:
  - Победитель: 2002/03
- Чемпионат Португалии:
  - Чемпион: 2002/03
- Кубок Португалии:
  - Победитель: 2002/03